# Dasmosmilia
Dasmosmilia är ett släkte av koralldjur. Dasmosmilia ingår i familjen Caryophylliidae.
Kladogram enligt Catalogue of Life:
| Dasmosmilia | \| \| Dasmosmilia lymani \| \| \| \| \| \| Dasmosmilia valida \| \| \| \| \| \| Dasmosmilia variegata \| \| \| \| |
|             | \| \| Dasmosmilia lymani \| \| \| \| \| \| Dasmosmilia valida \| \| \| \| \| \| Dasmosmilia variegata \| \| \| \| |
|             | Dasmosmilia lymani                                                                                                |
|             | |
|             | Dasmosmilia valida                                                                                                |
|             | |
|             | Dasmosmilia variegata                                                                                             |
|             | |